# امیسور
امیسور (نام علمی: Omeisaurus) نام یک سرده از راسته خزنده‌کفلان است.